# Vuelta a La Rioja 2015
La Vuelta a La Rioja 2015, cinquantacinquesima edizione della corsa e valida come evento del circuito UCI Europe Tour 2015 categoria 1.1, fu disputata il 5 aprile 2015, per un percorso totale di 166,3 km. Fu vinta dall'australiano Caleb Ewan, al traguardo con il tempo di 3h52'42" alla media di 42,789 km/h.
Partirono da Varea 113 corridori mentre portarono a termine il percorso in 60.

## Ordine d'arrivo (Top 10)
| Pos. | Corridore          | Squadra       | Tempo    |
| ---- | ------------------ | ------------- | -------- |
| 1    | Caleb Ewan         | Orica-GreenE. | 3h52'42" |
| 2    | Daryl Impey        | Orica-GreenE. | s.t.     |
| 3    | Andrea Palini      | Skydive Dubai | s.t.     |
| 4    | Carlos Barbero     | Caja Rural    | s.t.     |
| 5    | Jesús Herrada      | Movistar      | s.t.     |
| 6    | Alejandro Valverde | Movistar      | s.t.     |
| 7    | Sergej Šilov       | Lokosphinx    | s.t.     |
| 8    | Jan Brockhoff      | AWT-Greenway  | a 3"     |
| 9    | Andrea Peron       | Novo Nordisk  | s.t.     |
| 10   | Unai Intziarte     | Murias Taldea | s.t.     |